# 葉士寬
葉士寬（1689年—1755年），榜名朱士寬，字映庭，號筠洲，江南蘇州府吳縣人，清朝政治人物。《清史稿》有傳。

## 生平
葉士寬為吳中葉氏支頭嶺派郡城支葉初春裔孫。祖父葉子循，父葉台陽，母王氏。葉士寬為葉台陽長子，吳縣庠生，康熙五十九年（1720年）庚子科順天鄉試舉人，雍正二年（1724年）（一説四年（1726年））授內閣中書，五年（1727年）改山西定襄縣知縣，六年（1728年）上任。八年（1730年）由山西巡撫覺羅石麟保薦陞沁州直隸州知州，任內主持補修《沁州志》，歷署潞安府知府、平陽府知府、太原府知府等，十二年（1734年）賜蟒袍，遷浙江紹興府知府，乾隆二年（1737年）調金華府知府，後歷任浙江杭嘉湖道、金衢嚴道、寧紹台道等職務，十二年（1747年）丁父憂，致仕歸里，二十年（1755年）夏卒於家。葉士寬著有《浙東水利書》等。

## 葉士寬與拙政園書園
乾隆初年，拙政園分為兩部分：中部“復園”由蔣棨主持，西部“書園”歸葉士寬所有。書園内有擁書閣、讀書軒、行書廊、澆書亭諸勝，皆昔年廢地，由葉氏新築。擁書閣有十景，葉士寬次子葉樹藩（族譜作葉樹蕃）與葉士寬外孫武進趙懷玉有賦詩記之。書園後歸道員沈元振，園中第宅為太常寺博士汪美基所居，旋又分屬程、趙、汪等姓。

## 家庭
夫人郭氏；繼妻顧氏；側室劉氏。有二子葉樹滋、葉樹蕃。還有一女葉貞嫁武進趙繩男。有孫葉元符，外孫趙懷玉等。